# Gustav Dietrich (Politiker)
Gustav Dietrich (* 11. März 1877; † 9. August 1972) war ein deutscher  Politiker (DDP/LDP(D)). Er war sowohl in der Weimarer Republik als auch in der Sowjetischen Besatzungszone bzw. der DDR aktiv.

## Leben
Ab 1914 arbeitete Dietrich im Versicherungsamt des Landkreises Bitterfeld. 1923 bis zur Machtübernahme der Nationalsozialisten war der der liberalen DDP angehörende Dietrich Stadtrat in Bitterfeld, ferner gehörte er dem Kreistag des Landkreises Bitterfeld an. Nach dem Zweiten Weltkrieg wurde er von den Amerikanern, die Bitterfeld zunächst besetzt hatten, zum Ersten Bürgermeister von Bitterfeld sowie zum Landrat des Landkreises Bitterfeld ernannt. Nach dem Übernahme der Besatzung durch die Sowjetunion verlor er beide Ämter. Er engagierte sich in der LDP und wurde bei der Landtagswahl in der Provinz Sachsen 1946 in den Landtag gewählt, dem er bis zum Ende der Legislaturperiode angehörte.